# Cauro (Córcega del Sur)
Cauro (en corso Cavru) es una comuna francesa del departamento de Córcega del Sur, en la colectividad territorial de Córcega.

## Demografía
| 543 | 559 | 563 | 595 | 849 | 1 060 | 1 264 | 1 363 |
| Para los censos de 1962 a 1999 la población legal corresponde a la población sin duplicidades (Fuente: INSEE [Consultar]) |     |     |     |     |       |       |       |